# Calcio
Calcio är en ort och kommun i provinsen Bergamo i regionen Lombardiet i Italien. Kommunen hade 5 375 invånare (2018).